# Pamfílides
Pamfílides (en llatí: Pamphilidas, en grec antic: Παμφιλίδας) va ser un almirall de l'illa de Rodes, nomenat junt amb Eudam comandant de la flota ròdia en la guerra contra Antíoc III el Gran després de la derrota i mort de Pausístrat l'any 190 aC.
Era un home prudent i en una conferència amb el general romà Luci Emili Regil, a Vèlia, es va inclinar per la pau. Una mica després, junt amb Eudam, va anar a trobar la flota que Hanníbal havia mobilitzat a Fenícia en suport del rei selèucida; les dues flotes es van trobar a Side, a Pamfília, i els rodis van guanyar la batalla, però les dissensions entre els dos caps rodis van impedir que fos decisiva. Llavors Pamfílides amb un esquadró va anar cap a les costes de Síria. Ja no torna a ser esmentat, excepte passim a l'obra de Polibi i de Livi.